# 新開地駅
新開地駅（しんかいちえき）は、兵庫県神戸市兵庫区新開地二丁目にある阪神電気鉄道・阪急電鉄・神戸電鉄の駅である。

## 概要
「神戸高速線」の結節点であり、阪神・阪急のホームは前者と相互乗り入れを行う山陽の車両が行き交うほか、後者の神戸本線から乗り入れる列車が当駅で折り返す。神戸電鉄のホームは同社の神戸側におけるターミナル駅となっている。

### 利用可能な鉄道路線
当駅に発着する全ての路線は神戸高速鉄道が第三種鉄道事業者（阪神・阪急の区間は「東西線」、神戸電鉄の区間は「南北線」）として線路を保有し、上記の3社が第二種鉄道事業者（高速神戸駅 - 新開地駅間は、阪神・阪急の第二種鉄道事業の重複区間）として営業を行っている。
- 阪神電気鉄道
  - 神戸高速線：駅番号はHS 36
- 阪急電鉄
  - 神戸高速線：当駅には阪急の駅番号は付与されず、阪神の駅番号（HS 36）で案内される。
- 神戸電鉄
  - 神戸高速線：駅番号はKB 01

## 歴史
- 1968年（昭和43年）4月7日：神戸高速鉄道の開通と同時に開業する[1]。
- 1973年（昭和48年）7月5日：南北線のホームで冷房の使用を開始する。
- 1974年（昭和49年）9月5日：東西線のホームで冷房の使用を開始する。
- 1986年（昭和61年）3月31日：神戸高速鉄道では初となる自動改札機を、高速神戸駅とともに導入する。
- 1992年（平成4年）4月12日：東西線下りホームにエスカレーターを設置する。
- 1993年（平成5年）10月1日：東西線と南北線の間に中間改札を設置する。
- 1994年（平成6年）4月1日：東西線上りホームにエスカレーターを設置する。
- 1995年（平成7年）
  - 1月17日：阪神・淡路大震災により被災し、東西線・南北線とも不通となる[3]。
  - 2月6日：東西線の花隈駅 - 高速神戸駅 - 当駅間が運転を再開する[3]。
  - 6月22日：南北線が運転を再開する[3]。
  - 8月13日：東西線の高速長田駅 - 当駅間が運転を再開し、これをもって神戸高速鉄道の全線が運転を再開する[3]。
- 1999年（平成11年）5月8日：スルッとKANSAI導入を前に中間改札を撤去する。
- 2003年（平成15年）10月14日：近畿の駅百選に認定される。
- 2010年（平成22年）10月1日：この日までに東西線改め阪神神戸高速線ホームのみ、駅名標を阪神が採用しているデザインに変更[4]（南北線改め神戸電鉄ホームとその周辺のサイン類はこの時点では更新せず）[注 1]。あわせて山陽が全線の、阪急が当駅から大開駅側（新開地駅 – 西代駅間）の第二種鉄道事業をそれぞれ廃止。なお、山陽車の乗り入れおよび山陽乗務員の阪神車への乗務は継続[5]。
- 2014年（平成26年）4月1日：駅番号導入[6]。
- 2017年（平成29年）3月31日：約45年間営業した西改札内のカフェステーションU（喫茶U）と神戸天徳が閉店[7]。
- 2018年（平成30年）7月18日：西改札内にエキナ新開地が開業。上記2店の跡地に新たに5店舗がオープンした[8]。

## 駅構造
地下1階に神鉄のりばと改札口、地下2階に阪神・阪急のりば（高速神戸駅 – 新開地駅が重複区間）がある。改札口は東西に各1箇所あり、西改札は神鉄のりば付近にある。隣の高速神戸駅とは改札外で地下街「メトロこうべ」を通じてつながっている。
1990年代の一時期、不正乗車防止のため東西線と南北線の間に中間改札が設けられていたが、スルッとKANSAI導入を前に撤去された。阪神・阪急各ホームから西改札へのみ、エスカレーターが設置されている。

かつては改札口の横に「高速そば」という駅そば店があったが、2021年6月30日の営業を最後に閉店した。自動体外式除細動器（AED）が設置されている。

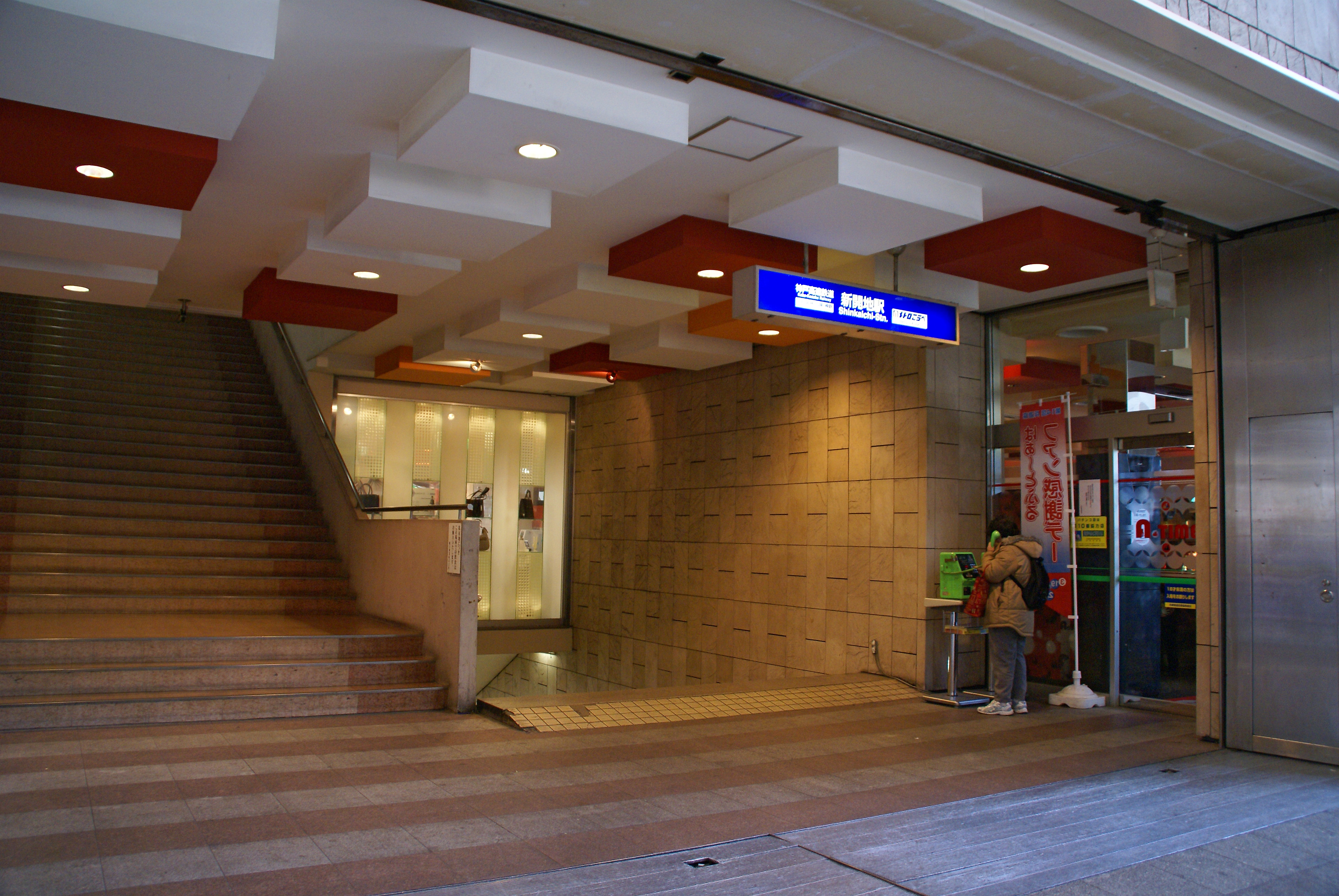
神戸高速鉄道時代の出入口
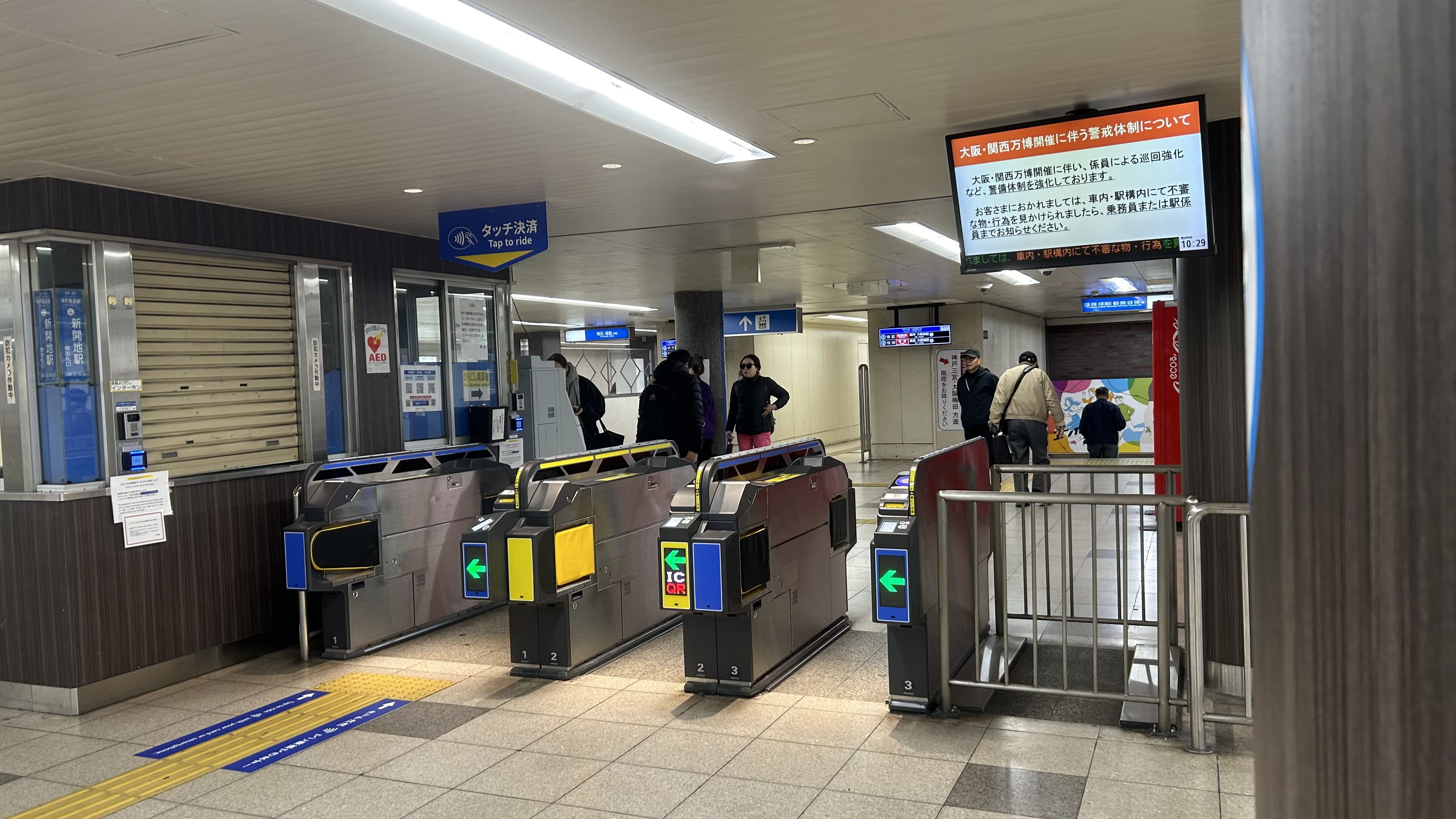
東改札口
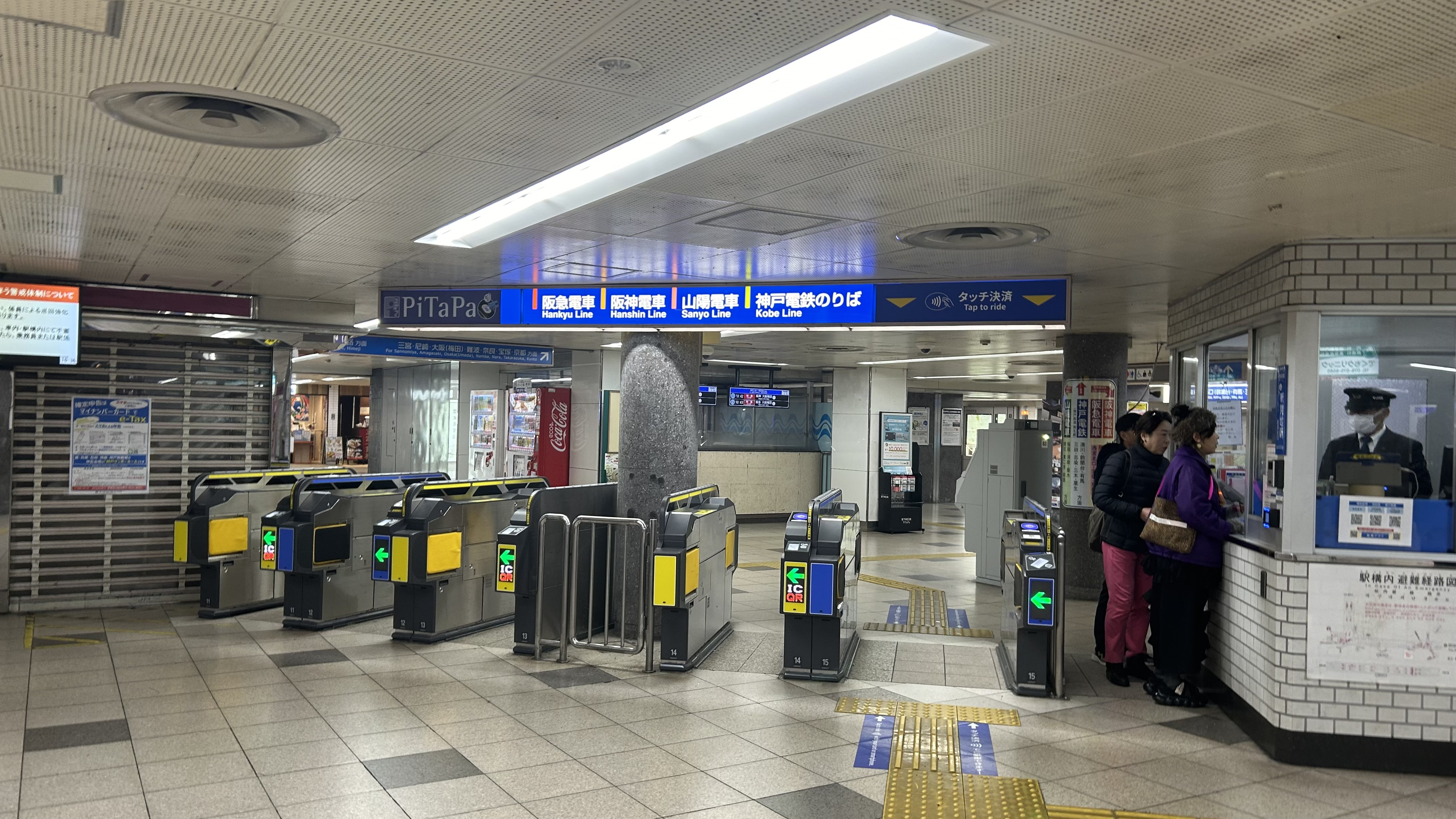
西改札口
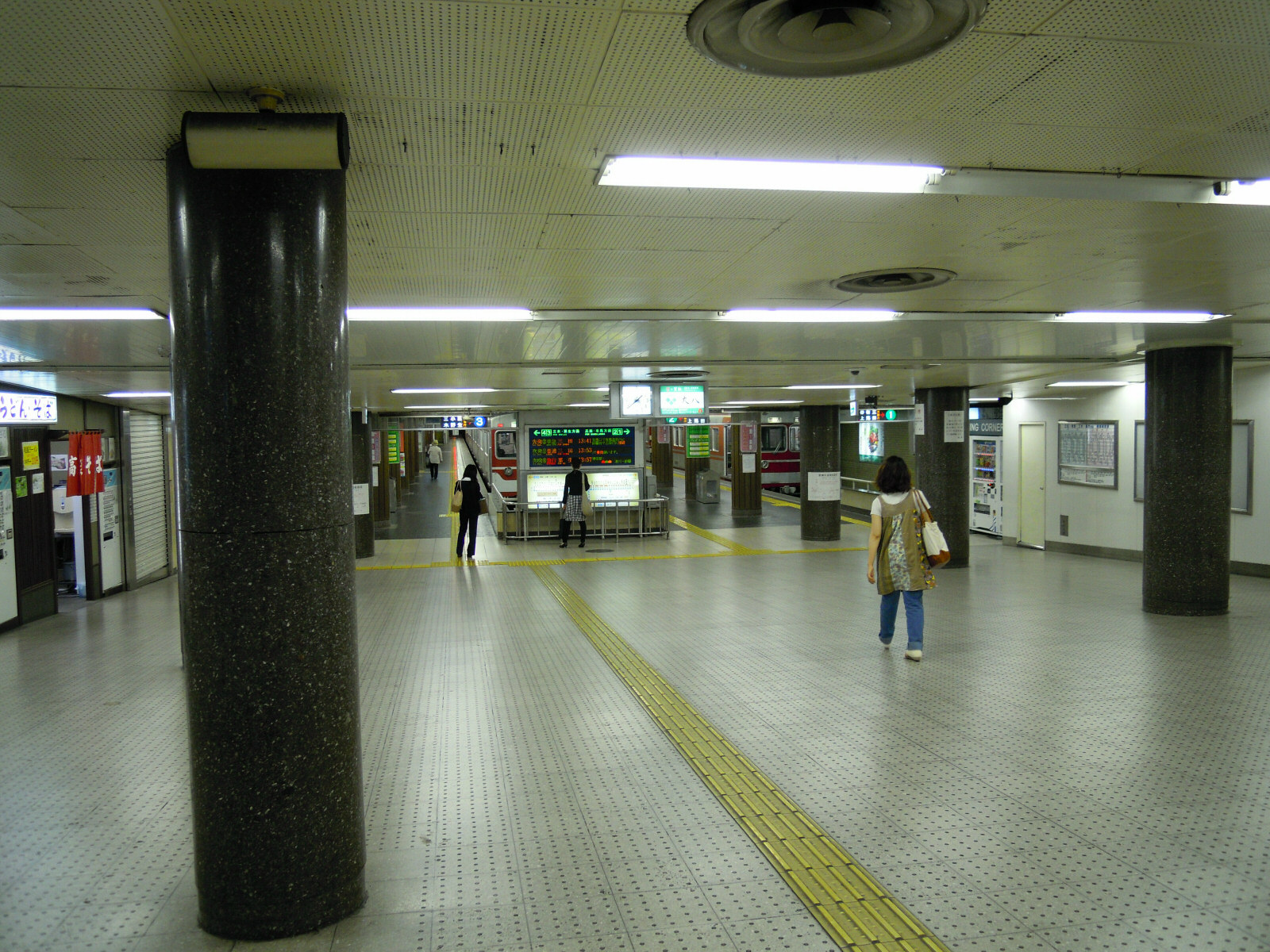
神鉄コンコース

### 阪神・阪急のりば
島式ホーム2面3線を有する地下駅。上りホームと下りホームで挟まれた1線（阪急線特急などの折返し列車が使用）を2・3番のりばとして共有しているため、ホームは4番のりばまである。ホーム有効長は1番線（6両編成）を除き8両編成分である。また、全てのホームで近鉄列車6両編成も停車可能だが、現行では近鉄列車の乗り入れは今昔に渡って行われていない。
西改札内には商業施設「エキナ新開地」がある。
2番のりばの乗車サインである「○印」は3種類（4両編成・6両編成・8両編成）があり、色は4両編成は緑色、6両編成は青色、阪急列車はえんじ色であったが、2019年5月より全て青色◯に統一された。
| のりば | 路線        | 方向 | 行先                                                                                | 備考                                                |
| ------ | ----------- | ---- | ----------------------------------------------------------------------------------- | --------------------------------------------------- |
| 1      | ■神戸高速線 | 上り | 阪神三宮・尼崎・阪神梅田・大阪難波・近鉄奈良方面 阪急三宮・阪急梅田・宝塚・京都方面 | 主に明石方面から                                    |
| 2      | ■神戸高速線 | 上り | 阪神三宮・尼崎・阪神梅田・大阪難波・近鉄奈良方面 阪急三宮・阪急梅田・宝塚・京都方面 | 上りは当駅折り返し 下りは主に当駅止まりの降車ホーム |
| 3      | ■神戸高速線 | 下り | 山陽明石・山陽姫路方面                                                              | 上りは当駅折り返し 下りは主に当駅止まりの降車ホーム |
| 4      | ■神戸高速線 | 下り | 山陽明石・山陽姫路方面                                                              |                                                     |

山陽普通車は早朝の1列車が3番線でそのまま折り返す。また乗り入れ先の阪急神戸本線や阪神電車でダイヤが乱れた場合も当駅で運転を打ち切って、3番線でそのまま折り返す場合もある。

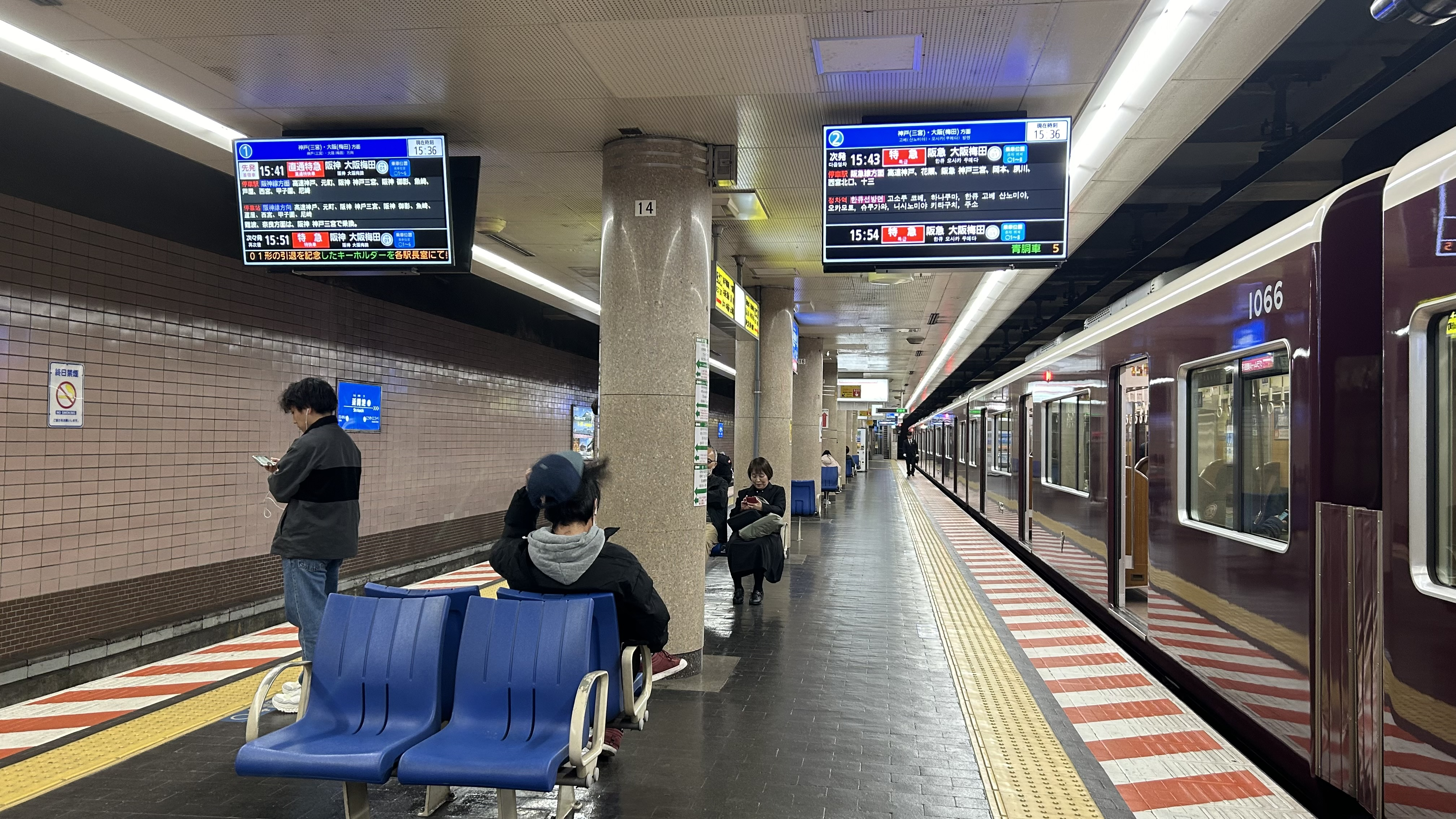
阪神・阪急1・2番乗り場ホーム
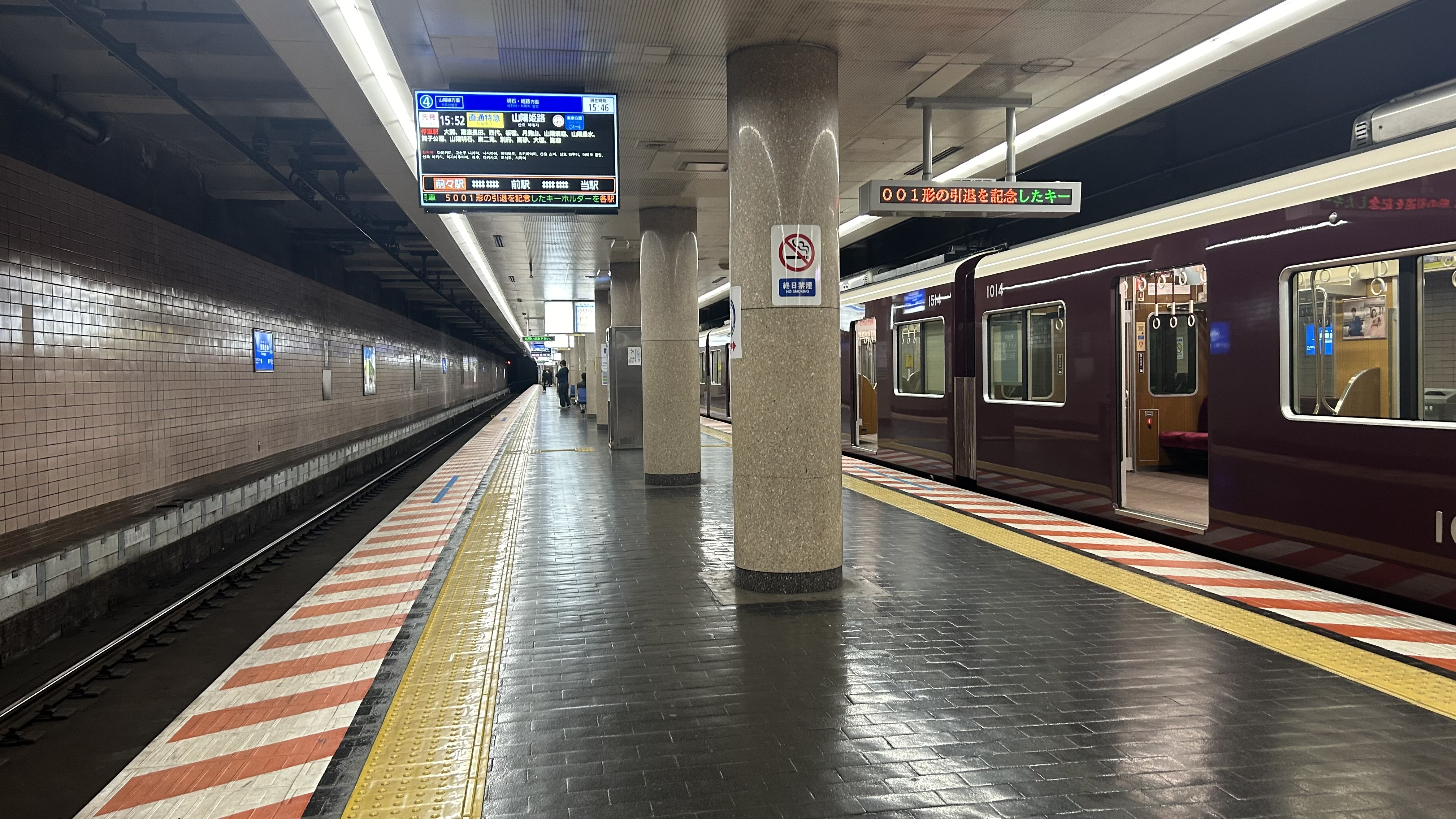
阪神・阪急3・4番乗り場ホーム
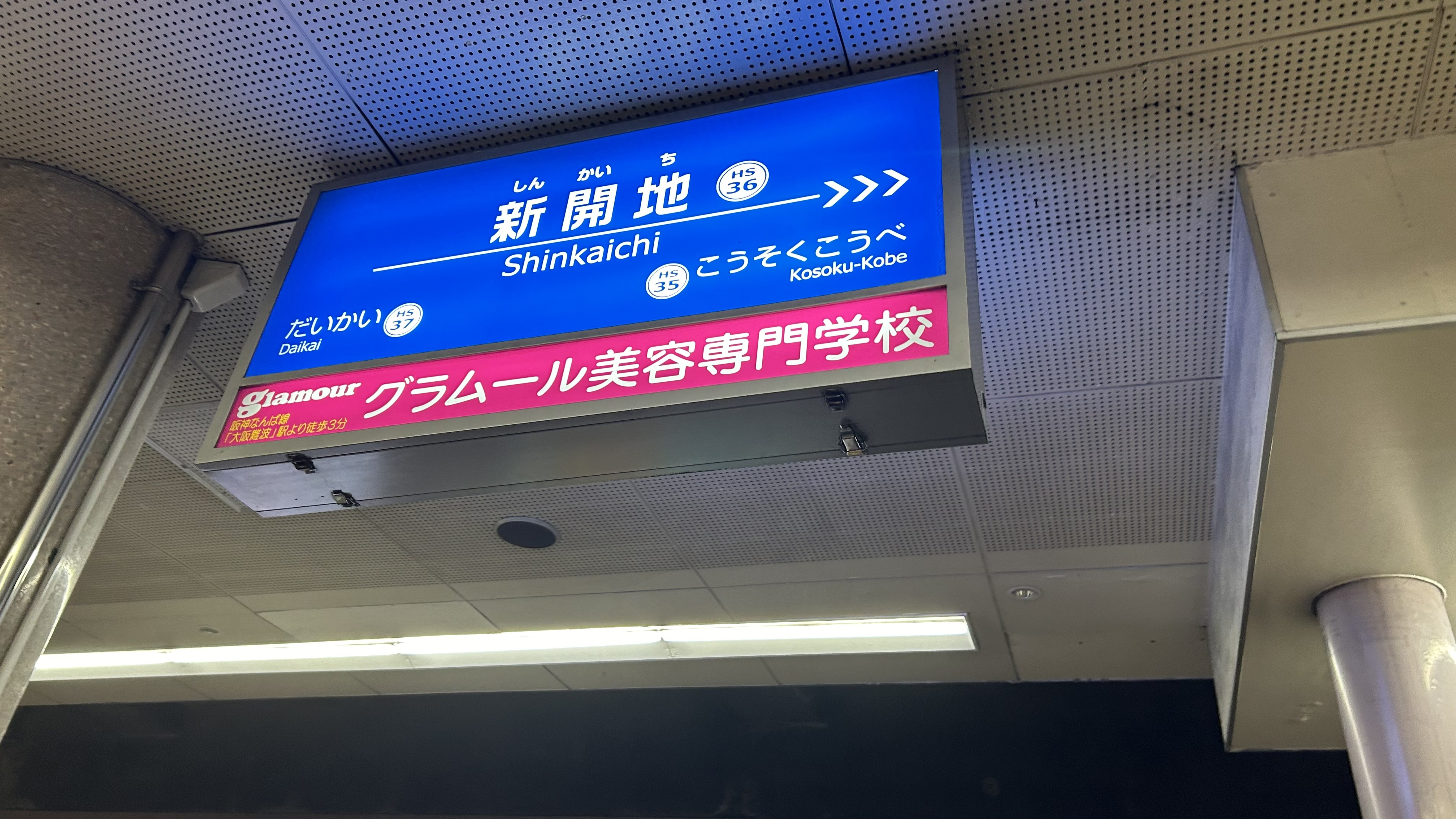
阪神・阪急駅名標

### 神戸電鉄のりば
頭端式ホーム2面3線を有する地下駅。阪神・阪急のりばと同様に中央の1線を2・3番のりばとして共有しているため、こちらもホームは4番のりばまで存在する。ホーム有効長は6両編成分であるが、停車列車は4両編成又は3両編成のワンマンカーである。そのため、鈴蘭台寄りの2両分（6両編成の1・2号車）部分は運転士控室専用で、柵で仕切られている。
| のりば | 路線       | 行先               | 備考       |
| ------ | ---------- | ------------------ | ---------- |
| 1      | 神戸高速線 | 有馬温泉・三田方面 |            |
| 2      | 神戸高速線 | 有馬温泉・三田方面 | 線路を共用 |
| 3      | 神戸高速線 | 粟生方面           | 線路を共用 |
| 4      | 神戸高速線 | 粟生方面           |            |

- 鈴蘭台行き・西鈴蘭台行きは全てのホームから発車する。

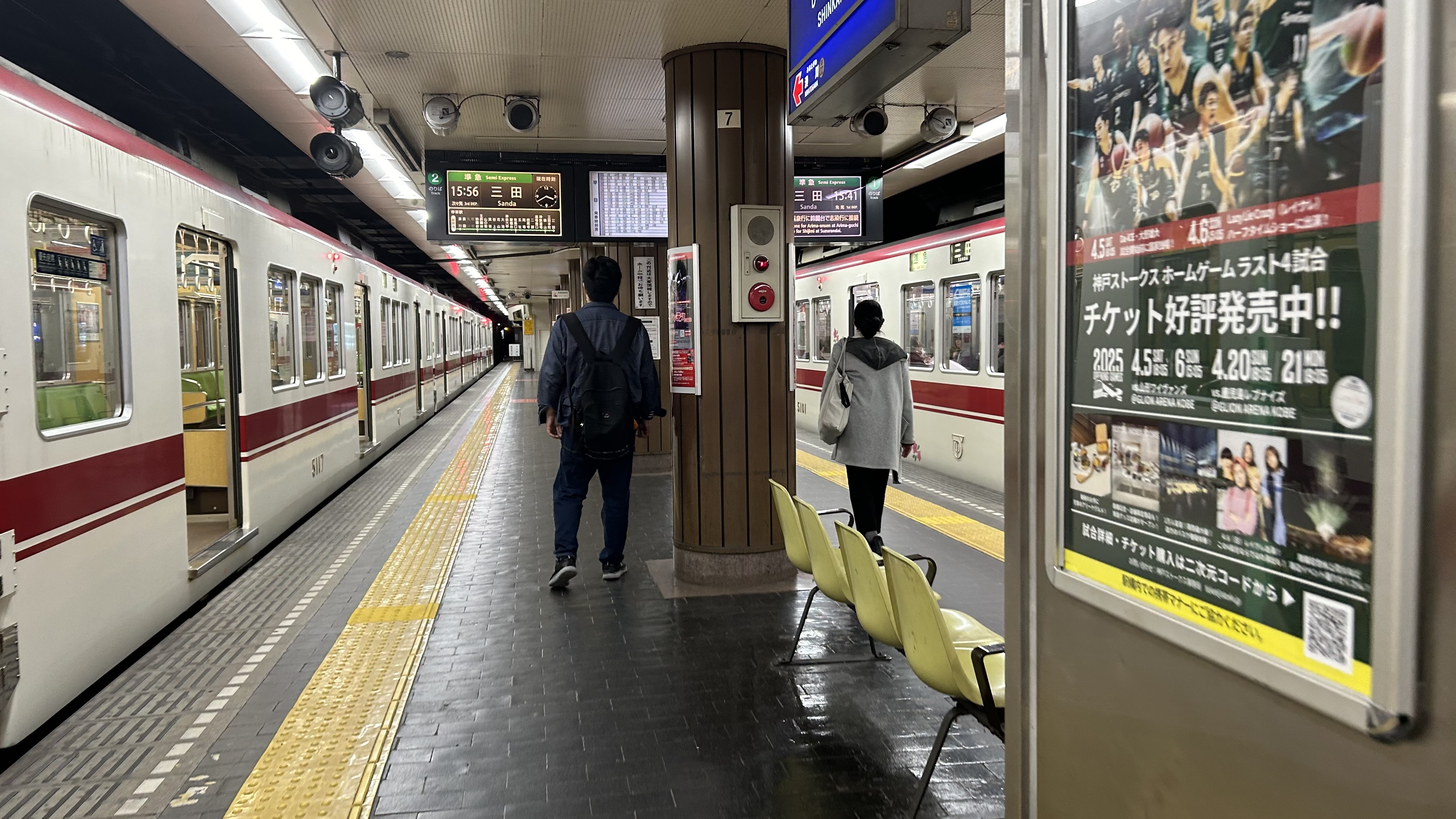
神鉄1・2番乗り場ホーム
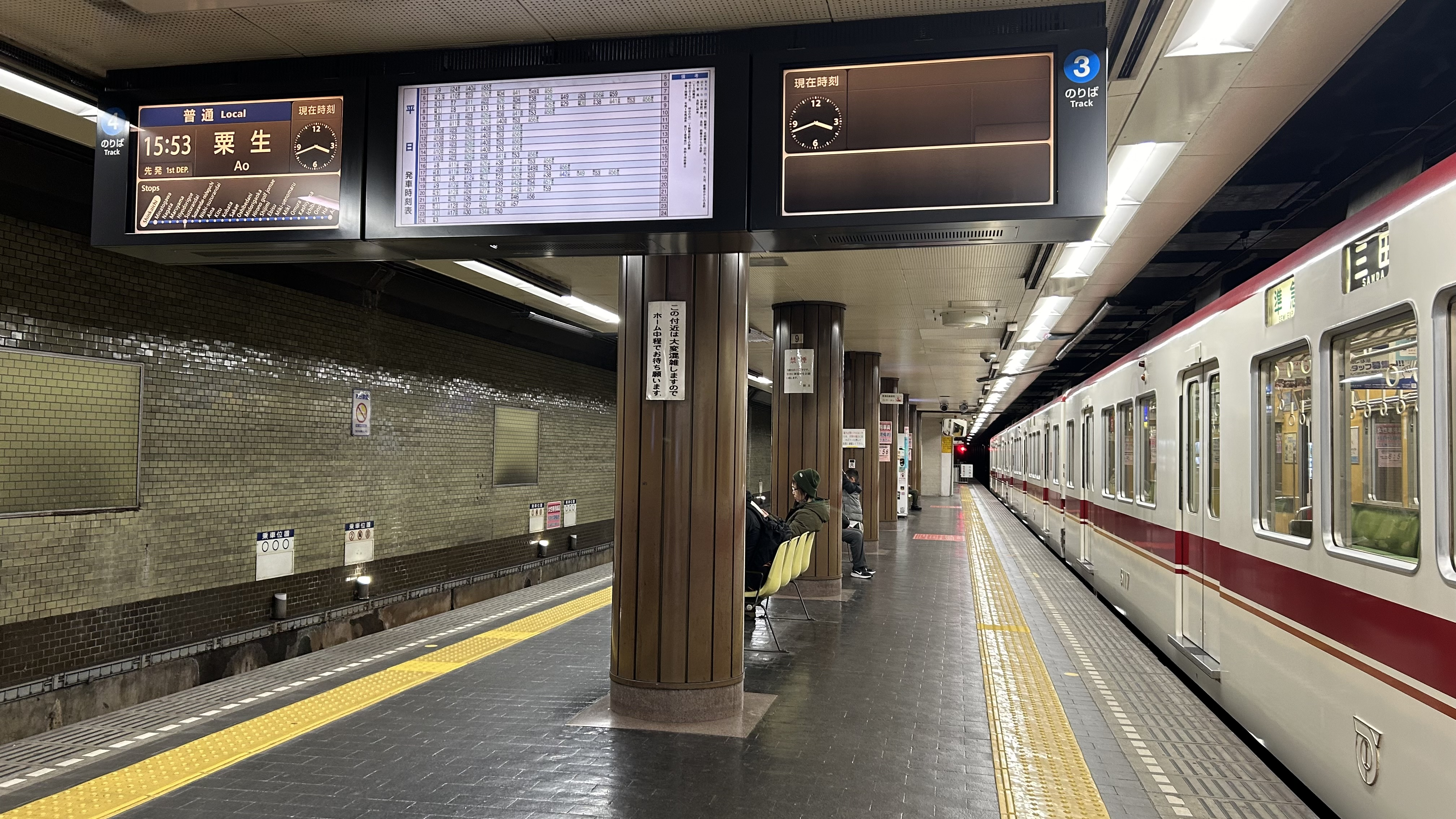
神鉄3・4番乗り場ホーム
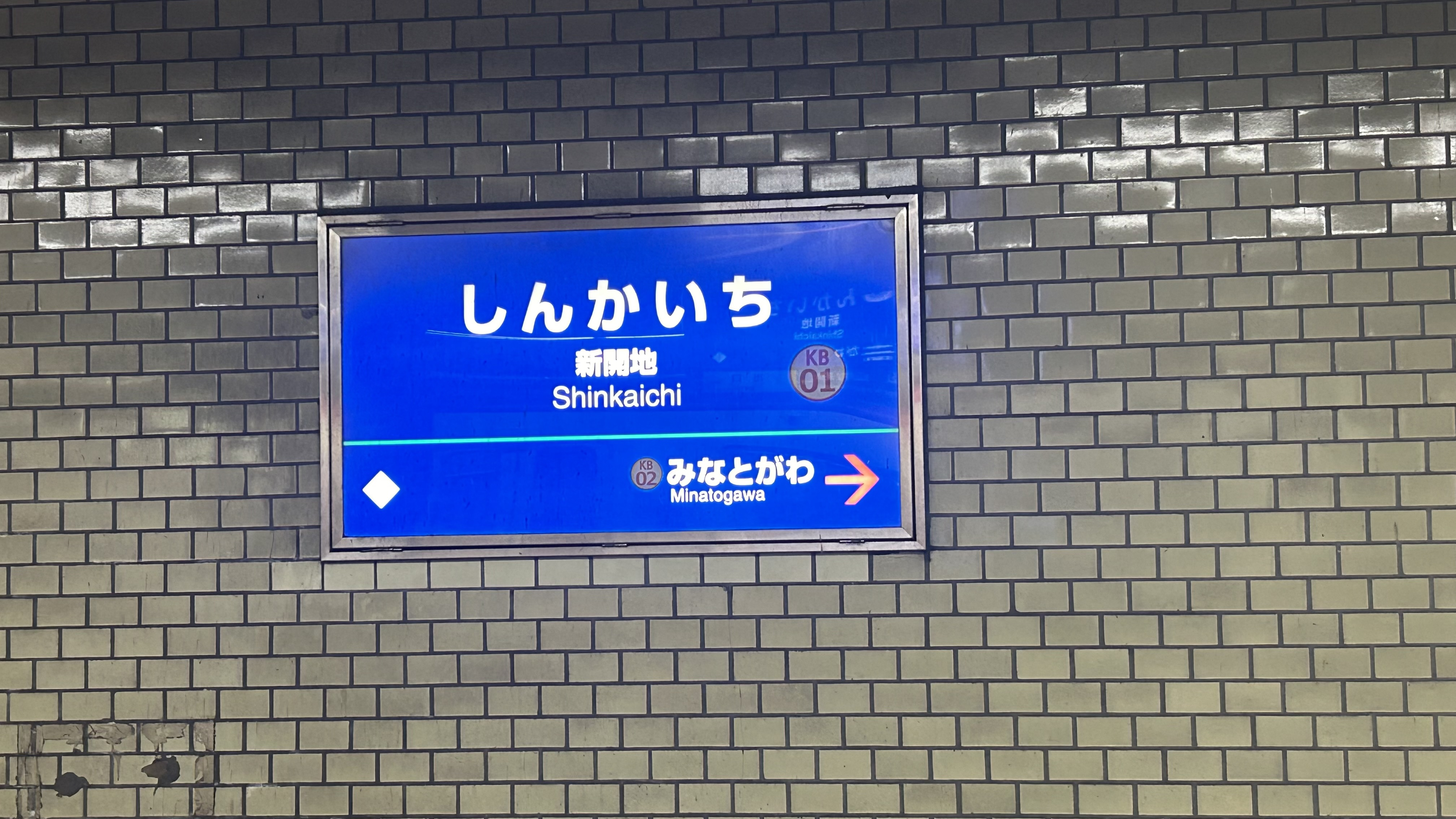
神鉄駅名標
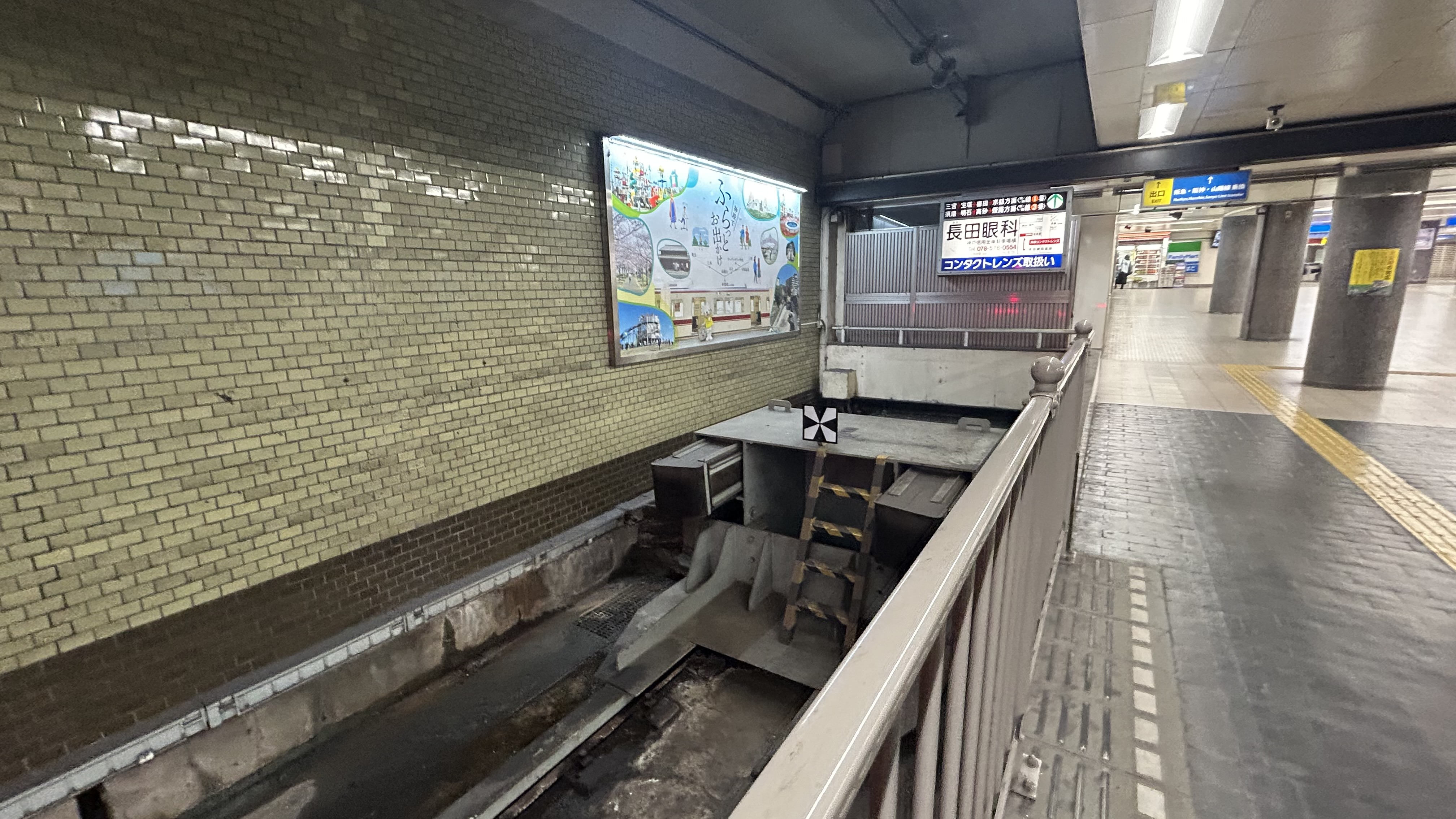
車止め（全乗り場共通）

### 案内における特徴
阪急では神戸側の特急の終着であることを強調するため、大阪梅田駅と十三駅における駅自動放送および車内放送において当駅を「神戸新開地」と呼称する（それ以外の駅では単に「新開地」と呼称する）。また、神戸高速線内では「特急 大阪梅田行き」とは案内せず、「阪急 大阪梅田行き 特急」といったように、冒頭に社名を冠するほか行き先と種別の順序を阪急線内とは倒置して案内している。
神戸高速線内の駅自動放送は、ほとんどが山本けいこの担当であるが、当駅東西線ホーム2・3番のりば（合わせて2番線）で列車が到着・出発する際のみ、この駅独自の警告ブザーおよび片山光男による自動アナウンスも流れたが、2016年3月19日のダイヤ改正で阪神標準の自動放送に変更された。さらに、2019年3月1日に阪神仕様の接近警告メロディーが導入され、これまで使用されていた接近警告ブザーは廃止された。なお、神戸電鉄のりばは変更されていない。

### ダイヤ設定における特徴
阪神
阪神から乗り入れる普通は基本的に高速神戸駅で折り返すが、2往復のみ当駅まで運転される。一時期は東須磨駅まで直通するものもあったが、2009年3月20日のダイヤ改正で消滅した。また、夜間を中心に当駅で折り返す特急も設定されている。なお、2番のりばで折り返す夜間の特急は、進行方向左側の扉しか開かないが、右側から降車した方が神戸電鉄のりばに若干近いため、右側扉付近で開扉を待つ乗客に対し、時折左側扉からの降車促進のアナウンスがなされる。
ホームの有効長は、1番線は阪神・山陽車の6両編成、2・3・4番線は阪急車両の8両編成に対応しているが、近畿日本鉄道（近鉄）の車両は乗り入れない。
山陽
開業当初は山陽のターミナル的性格が強かったこともあり、山陽から乗り入れて三宮方面に直通しない列車は原則当駅の中線で折り返していた。1984年以降は高速神戸駅で折り返すようになり、姫路方面 → 新開地駅→（回送）→ 高速神戸駅3番線 → 姫路方面、または姫路方面 → 高速神戸駅2番線 →（回送）→ 新開地駅→ 姫路方面のパターンで運行するようになった。なお、東須磨駅からの始発列車は、当駅1番線到着後は高速神戸駅まで回送せず、1番線から少し進んだ所で折返し、3番線へ転線して姫路行きとなる。これは前述した阪神電車へ乗り入れる普通列車と連絡するためである。
2006年10月28日のダイヤ改正では、当駅を終着としていた山陽の上り普通列車（全体の約半数）が阪急神戸三宮駅まで運転となった。2009年3月20日のダイヤ改正では逆に日中の阪神神戸三宮駅始発・終着列車が山陽須磨駅始発・終着に短縮されている。
阪急・阪神
阪急・阪神からの新開地止まりの列車の一部は、4番乗り場に到着し降車扱いした後、少し進んだところで折返し、2番線に転線し大阪梅田・奈良方面へ向かう列車がある。これはは先に2番乗り場に停車している阪急・阪神車があるためで、その先行列車出発後に続いて2番のりばに入線する。

### その他
当駅は阪急電鉄では路線としての最西端かつ最南端の駅で、神戸電鉄では最南端の駅である。軌間の異なる神鉄以外はこの駅を介して相互に乗り入れ可能な設計になっており、工場への回送などが行われる。2014年7月17日には、阪急5100系電車が能勢電鉄への売却改装のため阪急西宮北口駅から新開地駅を経て阪神電鉄の線路に入り、阪神電気鉄道尼崎工場まで自力走行で回送され話題となった。

## 利用状況
2023年11月平均の乗降人員は22,835人である。神戸高速線の駅では高速神戸駅に次いで多い。
各年度の11月平均利用状況は下表の通り。
| 年度               | 乗車人員 | 降車人員 | 乗降人員 | 出典       |
| ------------------ | -------- | -------- | -------- | ---------- |
| 2019年（令和元年） | 12,342   | 11,375   | 23,717   | [ 阪神 1 ] |
| 2020年（令和02年） | 10,282   | 9,487    | 19,769   | [ 阪神 2 ] |
| 2021年（令和03年） | 10,565   | 9,721    | 20,286   | [ 阪神 3 ] |
| 2022年（令和04年） | 11,376   | 10,389   | 21,765   | [ 阪神 4 ] |
| 2023年（令和05年） | 11,932   | 10,903   | 22,835   | [ 阪神 5 ] |

### 神戸市統計書より
近年の1日平均乗車人員は下表のとおりである。
| 年度               | 1日平均 乗車人員 |
| ------------------ | ---------------- |
| 2007年（平成19年） | 14,705           |
| 2008年（平成20年） | 14,173           |
| 2009年（平成21年） | 14,121           |
| 2010年（平成22年） | 13,904           |
| 2011年（平成23年） | 14,052           |
| 2012年（平成24年） | 14,405           |
| 2013年（平成25年） | 14,635           |
| 2014年（平成26年） | 14,589           |
| 2015年（平成27年） | 14,705           |
| 2016年（平成28年） | 14,690           |
| 2017年（平成29年） | 14,690           |
| 2018年（平成30年） | 14,797           |
| 2019年（令和元年） | 14,902           |
| 2020年（令和02年） | 11,334           |
| 2021年（令和03年） | 12,112           |
| 2022年（令和04年） | 13,184           |

## 駅周辺
駅東口の国道28号上の南北両方に、タクシー乗り場が設置されている。
- 湊川公園
- 湊町公園
- 柳原蛭子神社
- 福海寺（柳原大黒天）
- 新開地アートひろば（旧神戸アートビレッジセンター）
- 兵庫警察署
- メトロこうべ - 東西線の直上にある地下街。高速神戸駅との間に設置されている。
- パルシネマしんこうえん
- 神鉄ビル
  - 神鉄食彩館 - 神鉄のグループ企業である神鉄エンタープライズが運営するスーパーマーケット。
- 文明堂神戸店
- ボートピア神戸新開地（競艇場外発売場）
- 神戸新開地・喜楽館（寄席）
- 神戸市立兵庫大開小学校
- 神戸市立兵庫中学校
  - 北分校（夜間中学校）
- 兵庫郵便局
  - ゆうちょ銀行 兵庫店
- 三菱UFJ銀行 兵庫支店 - 三菱銀行時代の1995年、阪神・淡路大震災で倒壊した。現在は中央区にある神戸支店内に店舗があり、同所はATMのみの新開地出張所
- 三井住友銀行 兵庫支店・湊川支店・長田支店（旧神戸銀行 → 太陽神戸銀行 → 太陽神戸三井銀行 → さくら銀行） - 2020年11月2日より、湊川支店が、2022年3月7日より、長田支店が移転し共同店舗となった。
- 神戸信用金庫 中央支店 - 元は住友銀行が湊川支店として使用していたが、店舗統合後の2003年に同金庫が建物を取得し支店を開店した。

### バス路線
当駅付近に「新開地」バス停があり、神戸市バス、阪急バス、神姫バス、みなと観光バス（みんなのバス）の4社局が乗り入れる。

## 隣の駅
阪神電気鉄道・山陽電鉄
神戸高速線（阪神元町・西代方面）
■直通特急（種別幕が赤）
高速神戸駅 (HS 35) - 新開地駅 (HS 36) - 高速長田駅 (HS 38)
■直通特急（種別幕が黄■（神戸三宮駅 - 板宿駅間の各駅に停車））・■特急・■S特急・■普通
高速神戸駅 (HS 35) - 新開地駅 (HS 36) - 大開駅 (HS 37)
阪急電鉄（当駅折り返し）
神戸高速線（阪急神戸三宮方面）
■特急・■通勤特急・■準特急・■急行・■快速・■普通（急行・快速は下り到着列車のみ）
高速神戸駅 (HS 35) - 新開地駅 (HS 36)
神戸電鉄
神戸高速線
■特快速（到着列車のみ）・■急行・■準急・■普通
新開地駅 (KB01) - 湊川駅 (KB02)

### 記事本文